# Campionat de Catalunya de futbol 1914-1915
La temporada 1914-15 del Campionat de Catalunya de futbol fou la setzena edició de la competició. Fou disputada la temporada 1914-15 pels principals clubs de futbol de Catalunya.

## Primera Categoria

### Classificació final
| Pos | Equip            | PJ | PG | PE | PP | GF | GC | DG  | Pts | Classificació |
| --- | ---------------- | -- | -- | -- | -- | -- | -- | --- | --- | ------------- |
| 1   | RCD Espanyol (C) | 9  | 8  | 0  | 1  | 38 | 5  | +33 | 16  | Campió        |
| 2   | FC Barcelona     | 9  | 8  | 0  | 1  | 24 | 6  | +18 | 16  |               |
| 3   | FC Espanya       | 9  | 7  | 0  | 2  | 21 | 5  | +16 | 14  |               |
| 4   | Universitary SC  | 9  | 5  | 1  | 3  | 26 | 11 | +15 | 11  |               |
| 5   | CS Sabadell      | 9  | 5  | 0  | 4  | 16 | 10 | +6  | 10  |               |
| 6   | FC Badalona      | 9  | 4  | 0  | 5  | 24 | 16 | +8  | 8   |               |
| 7   | FC Internacional | 9  | 2  | 1  | 6  | 11 | 24 | −13 | 7   | (+2)          |
| 8   | Avenç de l'Sport | 9  | 2  | 0  | 7  | 7  | 17 | −10 | 4   |               |
| 9   | FC T.B.H.        | 9  | 2  | 0  | 7  | 10 | 21 | −11 | 4   | (Nota)        |
| 10  | Català SC (R)    | 9  | 1  | 0  | 8  | 4  | 66 | −62 | 0   | Descens (-2)  |

El T.B.H. va desaparèixer a final de temporada. El Barcelona i l'Espanyol van acabar igualats al capdavant de la classificació i van haver de desempatar a Terrassa:
| RCD Espanyol                                       | 4-0 | FC Barcelona |
| -------------------------------------------------- | --- | ------------ |
| López 10' · López 15' · Tormo 17' · Tormo 2a part' |     |              |

### Resultats finals
- Campió de Catalunya: RCD Espanyol
- Classificats per Campionat d'Espanya: RCD Espanyol
- Descensos: T.B.H. (desaparegut a final de temporada) i Català SC
- Ascensos: Athletic FC de Sabadell

## Segona Categoria
Es disputà el campionat de segona categoria amb la participació dels següents clubs:
- Primer grup: CE Europa, FC Martinenc, Centre de Sports Martinenc, CE Júpiter, FC Andreuenc i FC Stadium.
- Segon grup: New Catalònia FBC, Atlètic Sporting Club, FC Barcino, Gladiator SC, Tibidabo i Sarrià SC.
- Grup de comarques: FC Terrassa, Athletic FC de Sabadell, Bétulo FC de Badalona, Sbart de Vilassar de Dalt, Mataró FC, Iluro SC de Mataró, CD Colònia Sedó i FC Colònia Güell.

L'Athletic FC de Sabadell es proclamà campió i aconseguí l'ascens de categoria. El segon classificat fou el New Catalònia i el tercer l'Europa.